# Collegio elettorale di Genova VI
Il collegio elettorale di Genova VI è stato un collegio elettorale uninominale del Regno di Sardegna, uno dei 13 collegi della provincia di Genova. Fu istituito con il Regio editto del 17 marzo 1848. Con la legge 20 novembre 1859, n. 3778 il numero dei collegi di Genova passò da 7 a 6 il territorio del collegio subì cambiamenti; il territorio del quinto collegio fu identificato con il "quartiere di San Teodoro" e " il comune suburbano di San Pierdarena, non che gli altri comuni suburbani dei mandamenti di Staglieno e San Martino d’Albaro.".

## Dati elettorali
Nel collegio si svolsero votazioni per tutte le sette legislature.

### I legislatura
Le votazioni si svolsero in 222 collegi uninominali a doppio turno. Come previsto dal decreto n. 680 del 17 marzo 1848, era eletto al primo turno il candidato che «riunisce in suo favore più del terzo dei voti del total numero dei membri componenti il collegio e più della metà dei suffragi dati dai votanti presenti all'adunanza» (art. 92). Se nessun candidato era eletto, al ballottaggio tra i due candidati con più voti era eletto chi otteneva il maggior numero di voti (art. 93) o, in caso di ugual numero di voti, il maggiore d'età (art. 94).
| Partito                            | Partito                            | Candidato                          | Primo turno 27 aprile 1848 | Primo turno 27 aprile 1848 | Ballottaggio 28 aprile 1848 | Ballottaggio 28 aprile 1848 |
| Partito                            | Partito                            | Candidato                          | Voti                       | %                          | Voti                        | %                           |
| ---------------------------------- | ---------------------------------- | ---------------------------------- | -------------------------- | -------------------------- | --------------------------- | --------------------------- |
|                                    | —                                  | Paolo Farina                       | 152                        | 53,33                      | 166                         | 51,71                       |
|                                    | —                                  | Giacomo Filippo Penco              | 133                        | 46,67                      | 155                         | 48,29                       |
|                                    |                                    |                                    |                            |                            |                             |                             |
| Iscritti                           | Iscritti                           | Iscritti                           | 452                        | 100,00                     | 452                         | 100,00                      |
| ↳ Votanti (% su iscritti)          | ↳ Votanti (% su iscritti)          | ↳ Votanti (% su iscritti)          | 338                        | 74,78                      | 321                         | 71,02                       |
| ↳ Voti validi (% su votanti)       | ↳ Voti validi (% su votanti)       | ↳ Voti validi (% su votanti)       | 285                        | 84,32                      | 321                         | 100,00                      |
| ↳ Schede non valide (% su votanti) | ↳ Schede non valide (% su votanti) | ↳ Schede non valide (% su votanti) | 53                         | 15,68                      | 0                           | 0,00                        |
| ↳ Astenuti (% su iscritti)         | ↳ Astenuti (% su iscritti)         | ↳ Astenuti (% su iscritti)         | 114                        | 25,22                      | 131                         | 28,98                       |

### II legislatura
Le votazioni si svolsero in 222 collegi uninominali a doppio turno con la stessa normativa precedente (al primo turno un numero di voti maggiore di un terzo degli iscritti).
| Partito                            | Partito                            | Candidato                          | Primo turno 22 gennaio 1849 | Primo turno 22 gennaio 1849 | Ballottaggio 24 gennaio 1849 | Ballottaggio 24 gennaio 1849 |
| Partito                            | Partito                            | Candidato                          | Voti                        | %                           | Voti                         | %                            |
| ---------------------------------- | ---------------------------------- | ---------------------------------- | --------------------------- | --------------------------- | ---------------------------- | ---------------------------- |
|                                    | —                                  | Domenico Buffa                     | 125                         | 68,68                       | 179                          | 76,17                        |
|                                    | —                                  | Paolo Farina                       | 57                          | 31,32                       | 56                           | 23,83                        |
|                                    |                                    |                                    |                             |                             |                              |                              |
| Iscritti                           | Iscritti                           | Iscritti                           | 441                         | 100,00                      | 441                          | 100,00                       |
| ↳ Votanti (% su iscritti)          | ↳ Votanti (% su iscritti)          | ↳ Votanti (% su iscritti)          | 255                         | 57,82                       | 236                          | 53,51                        |
| ↳ Voti validi (% su votanti)       | ↳ Voti validi (% su votanti)       | ↳ Voti validi (% su votanti)       | 182                         | 71,37                       | 235                          | 99,58                        |
| ↳ Schede non valide (% su votanti) | ↳ Schede non valide (% su votanti) | ↳ Schede non valide (% su votanti) | 73                          | 28,63                       | 1                            | 0,42                         |
| ↳ Astenuti (% su iscritti)         | ↳ Astenuti (% su iscritti)         | ↳ Astenuti (% su iscritti)         | 186                         | 42,18                       | 205                          | 46,49                        |

N. B. La fonte "Storia dei..." indica come numero di votanti al ballottaggio 226 elettori, ma questo valore è inferiore al numero dei voti espressi per i due candidati. Il valore indicato, di 236 votanti, è quindi ipotetico. Altre fonti (Atti del Parlamento) non riportano dati.
L'onorevole Buffa il 24 febbraio 1849 optò per il collegio di Ovada. Il collegio fu riconvocato. 
| Partito                            | Partito                            | Candidato                          | Primo turno 20 marzo 1849 | Primo turno 20 marzo 1849 | Ballottaggio 22 marzo 1849 | Ballottaggio 22 marzo 1849 |
| Partito                            | Partito                            | Candidato                          | Voti                      | %                         | Voti                       | %                          |
| ---------------------------------- | ---------------------------------- | ---------------------------------- | ------------------------- | ------------------------- | -------------------------- | -------------------------- |
|                                    | —                                  | Domenico de Ferrari                | 143                       | 90,51                     | 157                        | 79,70                      |
|                                    | —                                  | Ottavio Lazotti                    | 15                        | 9,49                      | 40                         | 20,30                      |
|                                    |                                    |                                    |                           |                           |                            |                            |
| Iscritti                           | Iscritti                           | Iscritti                           | 441                       | 100,00                    | 441                        | 100,00                     |
| ↳ Votanti (% su iscritti)          | ↳ Votanti (% su iscritti)          | ↳ Votanti (% su iscritti)          | 177                       | 40,14                     | 197                        | 44,67                      |
| ↳ Voti validi (% su votanti)       | ↳ Voti validi (% su votanti)       | ↳ Voti validi (% su votanti)       | 158                       | 89,27                     | 197                        | 100,00                     |
| ↳ Schede non valide (% su votanti) | ↳ Schede non valide (% su votanti) | ↳ Schede non valide (% su votanti) | 19                        | 10,73                     | 0                          | 0,00                       |
| ↳ Astenuti (% su iscritti)         | ↳ Astenuti (% su iscritti)         | ↳ Astenuti (% su iscritti)         | 264                       | 59,86                     | 244                        | 55,33                      |

### III legislatura
Le votazioni si svolsero in 204 collegi uninominali a doppio turno con la normativa del 1848 (al primo turno un numero di voti maggiore di un terzo degli iscritti).
| Partito                            | Partito                            | Candidato                          | Primo turno 15 luglio 1849 | Primo turno 15 luglio 1849 | Ballottaggio 22 luglio 1849 | Ballottaggio 22 luglio 1849 |
| Partito                            | Partito                            | Candidato                          | Voti                       | %                          | Voti                        | %                           |
| ---------------------------------- | ---------------------------------- | ---------------------------------- | -------------------------- | -------------------------- | --------------------------- | --------------------------- |
|                                    | —                                  | Damiano Sauli                      | 141                        | 79,21                      | 167                         | 84,34                       |
|                                    | —                                  | Paolo Farina                       | 37                         | 20,79                      | 31                          | 15,66                       |
|                                    |                                    |                                    |                            |                            |                             |                             |
| Iscritti                           | Iscritti                           | Iscritti                           | 441                        | 100,00                     | 441                         | 100,00                      |
| ↳ Votanti (% su iscritti)          | ↳ Votanti (% su iscritti)          | ↳ Votanti (% su iscritti)          | 255                        | 57,82                      | 199                         | 45,12                       |
| ↳ Voti validi (% su votanti)       | ↳ Voti validi (% su votanti)       | ↳ Voti validi (% su votanti)       | 178                        | 69,80                      | 198                         | 99,50                       |
| ↳ Schede non valide (% su votanti) | ↳ Schede non valide (% su votanti) | ↳ Schede non valide (% su votanti) | 77                         | 30,20                      | 1                           | 0,50                        |
| ↳ Astenuti (% su iscritti)         | ↳ Astenuti (% su iscritti)         | ↳ Astenuti (% su iscritti)         | 186                        | 42,18                      | 242                         | 54,88                       |

L'onorevole Sauli ottenne un impiego che non gli permetteva di sedere alla Camera, e il 5 settembre 1849 rassegnò le sue dimissioni. Il collegio fu riconvocato. 
| Partito                            | Partito                            | Candidato                          | Primo turno 28 ottobre 1849 | Primo turno 28 ottobre 1849 | Ballottaggio 4 novembre 1849 | Ballottaggio 4 novembre 1849 |
| Partito                            | Partito                            | Candidato                          | Voti                        | %                           | Voti                         | %                            |
| ---------------------------------- | ---------------------------------- | ---------------------------------- | --------------------------- | --------------------------- | ---------------------------- | ---------------------------- |
|                                    | —                                  | Daniele Manin                      | 13                          | 44,83                       | 46                           | 50,55                        |
|                                    | —                                  | Damiano Sauli                      | 16                          | 55,17                       | 45                           | 49,45                        |
|                                    |                                    |                                    |                             |                             |                              |                              |
| Iscritti                           | Iscritti                           | Iscritti                           | 441                         | 100,00                      | 441                          | 100,00                       |
| ↳ Votanti (% su iscritti)          | ↳ Votanti (% su iscritti)          | ↳ Votanti (% su iscritti)          | 41                          | 9,30                        | 92                           | 20,86                        |
| ↳ Voti validi (% su votanti)       | ↳ Voti validi (% su votanti)       | ↳ Voti validi (% su votanti)       | 29                          | 70,73                       | 91                           | 98,91                        |
| ↳ Schede non valide (% su votanti) | ↳ Schede non valide (% su votanti) | ↳ Schede non valide (% su votanti) | 12                          | 29,27                       | 1                            | 1,09                         |
| ↳ Astenuti (% su iscritti)         | ↳ Astenuti (% su iscritti)         | ↳ Astenuti (% su iscritti)         | 400                         | 90,70                       | 349                          | 79,14                        |

### IV legislatura
Le votazioni si svolsero in 204 collegi uninominali a doppio turno con la normativa del 1848 (al primo turno un numero di voti maggiore di un terzo degli iscritti).
| Partito                            | Partito                            | Candidato                          | Primo turno 9 dicembre 1849 | Primo turno 9 dicembre 1849 | Ballottaggio 10 dicembre 1849 | Ballottaggio 10 dicembre 1849 |
| Partito                            | Partito                            | Candidato                          | Voti                        | %                           | Voti                          | %                             |
| ---------------------------------- | ---------------------------------- | ---------------------------------- | --------------------------- | --------------------------- | ----------------------------- | ----------------------------- |
|                                    | —                                  | Terenzio Mamiani                   | 145                         | 55,98                       | 196                           | 56,81                         |
|                                    | —                                  | Leone Doria                        | 114                         | 44,02                       | 149                           | 43,19                         |
|                                    |                                    |                                    |                             |                             |                               |                               |
| Iscritti                           | Iscritti                           | Iscritti                           | 468                         | 100,00                      | 468                           | 100,00                        |
| ↳ Votanti (% su iscritti)          | ↳ Votanti (% su iscritti)          | ↳ Votanti (% su iscritti)          | 338                         | 72,22                       | 347                           | 74,15                         |
| ↳ Voti validi (% su votanti)       | ↳ Voti validi (% su votanti)       | ↳ Voti validi (% su votanti)       | 259                         | 76,63                       | 345                           | 99,42                         |
| ↳ Schede non valide (% su votanti) | ↳ Schede non valide (% su votanti) | ↳ Schede non valide (% su votanti) | 79                          | 23,37                       | 2                             | 0,58                          |
| ↳ Astenuti (% su iscritti)         | ↳ Astenuti (% su iscritti)         | ↳ Astenuti (% su iscritti)         | 130                         | 27,78                       | 121                           | 25,85                         |

L'elezione fu annullata il 28 dicembre 1849 perché Mamiani non era suddito sardo. Il collegio fu riconvocato.
| Partito                            | Partito                            | Candidato                          | Primo turno 2 febbraio 1850 | Primo turno 2 febbraio 1850 | Ballottaggio 3 febbraio 1850 | Ballottaggio 3 febbraio 1850 |
| Partito                            | Partito                            | Candidato                          | Voti                        | %                           | Voti                         | %                            |
| ---------------------------------- | ---------------------------------- | ---------------------------------- | --------------------------- | --------------------------- | ---------------------------- | ---------------------------- |
|                                    | —                                  | Cesare Cabella                     | 113                         | 54,85                       | 117                          | 51,09                        |
|                                    | —                                  | Orso Serra                         | 93                          | 45,15                       | 112                          | 48,91                        |
|                                    |                                    |                                    |                             |                             |                              |                              |
| Iscritti                           | Iscritti                           | Iscritti                           | 455                         | 100,00                      | 455                          | 100,00                       |
| ↳ Votanti (% su iscritti)          | ↳ Votanti (% su iscritti)          | ↳ Votanti (% su iscritti)          | 292                         | 64,18                       | 230                          | 50,55                        |
| ↳ Voti validi (% su votanti)       | ↳ Voti validi (% su votanti)       | ↳ Voti validi (% su votanti)       | 206                         | 70,55                       | 229                          | 99,57                        |
| ↳ Schede non valide (% su votanti) | ↳ Schede non valide (% su votanti) | ↳ Schede non valide (% su votanti) | 86                          | 29,45                       | 1                            | 0,43                         |
| ↳ Astenuti (% su iscritti)         | ↳ Astenuti (% su iscritti)         | ↳ Astenuti (% su iscritti)         | 163                         | 35,82                       | 225                          | 49,45                        |

L'onorevole Cabella il 20 febbraio 1850 optò per il collegio di Genova IV. Il collegio fu riconvocato.
| Partito                            | Partito                            | Candidato                          | Primo turno 25 marzo 1850 | Primo turno 25 marzo 1850 | Ballottaggio 26 marzo 1850 | Ballottaggio 26 marzo 1850 |
| Partito                            | Partito                            | Candidato                          | Voti                      | %                         | Voti                       | %                          |
| ---------------------------------- | ---------------------------------- | ---------------------------------- | ------------------------- | ------------------------- | -------------------------- | -------------------------- |
|                                    | —                                  | Nicolò Gavotti                     | 94                        | 52,51                     | 115                        | 55,56                      |
|                                    | —                                  | Orso Serra                         | 85                        | 47,49                     | 92                         | 44,44                      |
|                                    |                                    |                                    |                           |                           |                            |                            |
| Iscritti                           | Iscritti                           | Iscritti                           | 456                       | 100,00                    | 456                        | 100,00                     |
| ↳ Votanti (% su iscritti)          | ↳ Votanti (% su iscritti)          | ↳ Votanti (% su iscritti)          | 196                       | 42,98                     | 208                        | 45,61                      |
| ↳ Voti validi (% su votanti)       | ↳ Voti validi (% su votanti)       | ↳ Voti validi (% su votanti)       | 179                       | 91,33                     | 207                        | 99,52                      |
| ↳ Schede non valide (% su votanti) | ↳ Schede non valide (% su votanti) | ↳ Schede non valide (% su votanti) | 17                        | 8,67                      | 1                          | 0,48                       |
| ↳ Astenuti (% su iscritti)         | ↳ Astenuti (% su iscritti)         | ↳ Astenuti (% su iscritti)         | 260                       | 57,02                     | 248                        | 54,39                      |

L'onorevole Gavotti si dimise il 19 novembre 1850. Il collegio fu riconvocato. 
| Partito                            | Partito                            | Candidato                          | Primo turno 14 dicembre 1851 | Primo turno 14 dicembre 1851 | Ballottaggio 15 dicembre 1851 | Ballottaggio 15 dicembre 1851 |
| Partito                            | Partito                            | Candidato                          | Voti                         | %                            | Voti                          | %                             |
| ---------------------------------- | ---------------------------------- | ---------------------------------- | ---------------------------- | ---------------------------- | ----------------------------- | ----------------------------- |
|                                    | —                                  | Andrea Stallo                      | 110                          | 63,22                        | 147                           | 73,13                         |
|                                    | —                                  | Nicola Ardoino                     | 32                           | 18,39                        | 54                            | 26,87                         |
|                                    | —                                  | Michele Casaretto                  | 32                           | 18,39                        |                               |                               |
|                                    |                                    |                                    |                              |                              |                               |                               |
| Iscritti                           | Iscritti                           | Iscritti                           | 508                          | 100,00                       | 508                           | 100,00                        |
| ↳ Votanti (% su iscritti)          | ↳ Votanti (% su iscritti)          | ↳ Votanti (% su iscritti)          | 193                          | 37,99                        | 201                           | 39,57                         |
| ↳ Voti validi (% su votanti)       | ↳ Voti validi (% su votanti)       | ↳ Voti validi (% su votanti)       | 174                          | 90,16                        | 201                           | 100,00                        |
| ↳ Schede non valide (% su votanti) | ↳ Schede non valide (% su votanti) | ↳ Schede non valide (% su votanti) | 19                           | 9,84                         | 0                             | 0,00                          |
| ↳ Astenuti (% su iscritti)         | ↳ Astenuti (% su iscritti)         | ↳ Astenuti (% su iscritti)         | 315                          | 62,01                        | 307                           | 60,43                         |

N.B. I candidati Arduino e Casareto ottennero lo stesso numero di voti, ma al ballottaggio partecipò il primo, maggiore di età come previsto dall'articolo 94 del Regio editto.

### V legislatura
Le votazioni si svolsero in 204 collegi uninominali a doppio turno con la normativa del 1848 (al primo turno un numero di voti maggiore di un terzo degli iscritti).
| Partito                            | Partito                            | Candidato                          | Risultati 8 dicembre 1853 | Risultati 8 dicembre 1853 |
| Partito                            | Partito                            | Candidato                          | Voti                      | %                         |
| ---------------------------------- | ---------------------------------- | ---------------------------------- | ------------------------- | ------------------------- |
|                                    | —                                  | Damiano Sauli                      | 155                       | 73,11                     |
|                                    | —                                  | Andrea Stallo                      | 57                        | 26,89                     |
|                                    |                                    |                                    |                           |                           |
| Iscritti                           | Iscritti                           | Iscritti                           | 397                       | 100,00                    |
| ↳ Votanti (% su iscritti)          | ↳ Votanti (% su iscritti)          | ↳ Votanti (% su iscritti)          | 254                       | 63,98                     |
| ↳ Voti validi (% su votanti)       | ↳ Voti validi (% su votanti)       | ↳ Voti validi (% su votanti)       | 212                       | 83,46                     |
| ↳ Schede non valide (% su votanti) | ↳ Schede non valide (% su votanti) | ↳ Schede non valide (% su votanti) | 42                        | 16,54                     |
| ↳ Astenuti (% su iscritti)         | ↳ Astenuti (% su iscritti)         | ↳ Astenuti (% su iscritti)         | 143                       | 36,02                     |

### VI legislatura
Le votazioni si svolsero in 204 collegi uninominali a doppio turno dopo la modifica dei collegi della Sardegna nel 1856; venne applicata la normativa del 1848 (al primo turno un numero di voti maggiore di un terzo degli iscritti).
| Partito                            | Partito                            | Candidato                          | Primo turno 15 novembre 1857 | Primo turno 15 novembre 1857 | Ballottaggio 18 novembre 1857 | Ballottaggio 18 novembre 1857 |
| Partito                            | Partito                            | Candidato                          | Voti                         | %                            | Voti                          | %                             |
| ---------------------------------- | ---------------------------------- | ---------------------------------- | ---------------------------- | ---------------------------- | ----------------------------- | ----------------------------- |
|                                    | —                                  | Vittorio Centurione                | 129                          | 63,55                        | 144                           | 53,93                         |
|                                    | —                                  | Damiano Sauli                      | 74                           | 36,45                        | 123                           | 46,07                         |
|                                    |                                    |                                    |                              |                              |                               |                               |
| Iscritti                           | Iscritti                           | Iscritti                           | 489                          | 100,00                       | 489                           | 100,00                        |
| ↳ Votanti (% su iscritti)          | ↳ Votanti (% su iscritti)          | ↳ Votanti (% su iscritti)          | 238                          | 48,67                        | 267                           | 54,60                         |
| ↳ Voti validi (% su votanti)       | ↳ Voti validi (% su votanti)       | ↳ Voti validi (% su votanti)       | 203                          | 85,29                        | 267                           | 100,00                        |
| ↳ Schede non valide (% su votanti) | ↳ Schede non valide (% su votanti) | ↳ Schede non valide (% su votanti) | 35                           | 14,71                        | 0                             | 0,00                          |
| ↳ Astenuti (% su iscritti)         | ↳ Astenuti (% su iscritti)         | ↳ Astenuti (% su iscritti)         | 251                          | 51,33                        | 222                           | 45,40                         |

L'onorevole Centurione il 18 gennaio 1858 optò per il collegio di Rapallo. Il collegio fu riconvocato. 
| Partito                            | Partito                            | Candidato                          | Risultati 18 febbraio 1858 | Risultati 18 febbraio 1858 |
| Partito                            | Partito                            | Candidato                          | Voti                       | %                          |
| ---------------------------------- | ---------------------------------- | ---------------------------------- | -------------------------- | -------------------------- |
|                                    | —                                  | Pietro Monticelli                  | 153                        | 59,07                      |
|                                    | —                                  | Giacomo Parodi                     | 106                        | 40,93                      |
|                                    |                                    |                                    |                            |                            |
| Iscritti                           | Iscritti                           | Iscritti                           | 489                        | 100,00                     |
| ↳ Votanti (% su iscritti)          | ↳ Votanti (% su iscritti)          | ↳ Votanti (% su iscritti)          | 288                        | 58,90                      |
| ↳ Voti validi (% su votanti)       | ↳ Voti validi (% su votanti)       | ↳ Voti validi (% su votanti)       | 259                        | 89,93                      |
| ↳ Schede non valide (% su votanti) | ↳ Schede non valide (% su votanti) | ↳ Schede non valide (% su votanti) | 29                         | 10,07                      |
| ↳ Astenuti (% su iscritti)         | ↳ Astenuti (% su iscritti)         | ↳ Astenuti (% su iscritti)         | 201                        | 41,10                      |

L'onorevole Monticelli era stato eletto anche nel collegio di Alassio e il 3 marzo 1858 chiese che il collegio da rappresentare fosse sorteggiato erimase rappresentante del collegio di Alassio. Il collegio fu riconvocato.
| Partito                            | Partito                            | Candidato                          | Primo turno 26 marzo 1858 | Primo turno 26 marzo 1858 | Ballottaggio 29 marzo 1858 | Ballottaggio 29 marzo 1858 |
| Partito                            | Partito                            | Candidato                          | Voti                      | %                         | Voti                       | %                          |
| ---------------------------------- | ---------------------------------- | ---------------------------------- | ------------------------- | ------------------------- | -------------------------- | -------------------------- |
|                                    | —                                  | Giovanni Battista Spinola          | 102                       | 53,97                     | 156                        | 56,52                      |
|                                    | —                                  | Giacomo Galleani Rosciano          | 87                        | 46,03                     | 120                        | 43,48                      |
|                                    |                                    |                                    |                           |                           |                            |                            |
| Iscritti                           | Iscritti                           | Iscritti                           | 498                       | 100,00                    | 498                        | 100,00                     |
| ↳ Votanti (% su iscritti)          | ↳ Votanti (% su iscritti)          | ↳ Votanti (% su iscritti)          | 218                       | 43,78                     | 292                        | 58,63                      |
| ↳ Voti validi (% su votanti)       | ↳ Voti validi (% su votanti)       | ↳ Voti validi (% su votanti)       | 189                       | 86,70                     | 276                        | 94,52                      |
| ↳ Schede non valide (% su votanti) | ↳ Schede non valide (% su votanti) | ↳ Schede non valide (% su votanti) | 29                        | 13,30                     | 16                         | 5,48                       |
| ↳ Astenuti (% su iscritti)         | ↳ Astenuti (% su iscritti)         | ↳ Astenuti (% su iscritti)         | 280                       | 56,22                     | 206                        | 41,37                      |

### VII legislatura
Le votazioni si svolsero in 387 collegi uninominali a doppio turno. Come previsto dalla legge elettorale del 20 novembre 1859, era eletto al primo turno il candidato che «riunisce in suo favore più del terzo dei voti del total numero dei membri componenti il collegio e più della metà dei suffragi dati dai votanti presenti all'adunanza» (art. 91). Se nessun candidato era eletto, al ballottaggio tra i due candidati con più voti era eletto chi otteneva il maggior numero di voti (art. 92) o, in caso di ugual numero di voti, il maggiore d'età (art. 93).
| Partito                            | Partito                            | Candidato                          | Risultati 25 marzo 1860 | Risultati 25 marzo 1860 |
| Partito                            | Partito                            | Candidato                          | Voti                    | %                       |
| ---------------------------------- | ---------------------------------- | ---------------------------------- | ----------------------- | ----------------------- |
|                                    | —                                  | Giovanni Ricci                     | 249                     | 82,18                   |
|                                    | —                                  | Giovanni Battista Spinola          | 54                      | 17,82                   |
|                                    |                                    |                                    |                         |                         |
| Iscritti                           | Iscritti                           | Iscritti                           | 559                     | 100,00                  |
| ↳ Votanti (% su iscritti)          | ↳ Votanti (% su iscritti)          | ↳ Votanti (% su iscritti)          | 325                     | 58,14                   |
| ↳ Voti validi (% su votanti)       | ↳ Voti validi (% su votanti)       | ↳ Voti validi (% su votanti)       | 303                     | 93,23                   |
| ↳ Schede non valide (% su votanti) | ↳ Schede non valide (% su votanti) | ↳ Schede non valide (% su votanti) | 22                      | 6,77                    |
| ↳ Astenuti (% su iscritti)         | ↳ Astenuti (% su iscritti)         | ↳ Astenuti (% su iscritti)         | 234                     | 41,86                   |